# 徳島文化公園
徳島文化公園（とくしまぶんかこうえん）は、徳島県徳島市中徳島町にある公園である。旧徳島児童文化公園。

## 地理・歴史
1997年12月28日に徳島市立動物園(現在のとくしま動物園)が閉館し、1998年4月4日に隣接していた徳島児童文化公園も閉園した。同地では埋蔵文化財発掘調査が行われ、その後、現在の徳島文化公園に整備された。
助任川沿いに位置し、徳住橋西岸を堺に中徳島河畔緑地と隣接している。周辺には徳島県立城東高等学校等の施設がある。

## 交通
- JR徳島駅より徒歩約10分。